# Bridgend (autoridad unitaria)
Bridgend (en galés: Pen-y-bont ar Ogwr) es una autoridad unitaria con el estatus de municipio condal, situada en la zona meridional de Gales (Reino Unido). Se encuentra ubicada en el condado histórico de Glamorgan. 
Limita con las autoridades unitarias de Neath Port Talbot al noroeste, Rhondda Cynon Taf al noreste, y Vale of Glamorgan al sureste. Al suroeste está bañada por el Canal de Bristol.
Sus principales centros urbanos, aparte de la propia ciudad de Bridgend, son Maesteg, Pencoed, y Porthcawl.

## Localidades con población (año 2016)
- Betws 2,335
- Blackmill 656
- Bridgend 48,017
- Cefn Cribwr 1,274
- Heol-y-Cyw 554
- Llangeinor 990
- Maesteg 18,684
- Nant-y-moel 2,382
- Ogmore Vale 3,117
- Pant-yr-awel 766
- Pencoed 9,267
- Pont Rhyd-y-cyff 1,516
- Pontycymer 4,272
- Porthcawl 15,514
- Pyle 14,309
- Sarn 11,664
- Trelales 816[3]